# Mirabella
Mirabella er en dokumentarfilm instrueret af Andreas Pichler efter eget manuskript.

## Handling
Mellem 1950 og 1980 fik drømmen om en højere levestandard mere end 400.000 mennesker til at immigrere fra Syditalien til Tyskland. De fleste regnede med at arbejde nogle år i det fremmede og derefter vende hjem. Det gik anderledes. I dag lever børn og børnebørn af de første gæstearbejdere fortsat i Tyskland. Landsbyerne, de kom fra, er affolkede. Og mange har en fornemmelse af at være splittede mellem rødderne og det nye land. At det langt fra er uden omkostninger at leve mellem to kulturer, har filmen valgt at vise gennem historien om den sicilianske landsby Mirabella Imbaccari. Men den kunne lige så godt have handlet om et hvilket som helst andet sted, hvor omstændighederne driver mennesker til at bryde op for at søge lykken i et andet land.